# かつらぎ町立妙寺小学校
かつらぎ町立妙寺小学校（かつらぎちょうりつみょうじしょうがっこう）は、和歌山県伊都郡かつらぎ町大字妙寺にある町立小学校である。

## 沿革

### 略歴
かつらぎ町立妙寺小学校は、明智小学校として1875年に創立された。

### 年表
- 1875年（明治8年）5月15日 - 明智小学校が妙寺に創立される
- 1876年（明治9年）8月15日 - 盛陽小学校が丁ノ町に創立される
- 1876年（明治9年）ごろ - 研智小学校が西飯降に創立される
- 1886年（明治19年）4月 - 明智小学校が妙寺小学校に改称される
- 1886年（明治19年）4月 - 研智小学校が西飯降簡易小学校と改称される
- 1891年（明治24年） - 西飯降簡易小学校が妙寺小学校に合併される
- 1894年（明治27年）2月 - 妙寺小学校が妙寺尋常小学校に改称される
- 1894年（明治27年）2月9日 - 盛陽小学校が丁ノ町尋常小学校に改称される
- 1900年（明治33年）5月15日 - 妙寺尋常小学校が妙寺尋常高等小学校に改称される
- 1918年（大正7年）12月26日 - 丁ノ町尋常小学校が妙寺尋常高等小学校の分教場（丁ノ町分教場）となる
- 1941年（昭和16年）4月1日 - 国民学校令により妙寺尋常高等小学校が妙寺国民学校に、丁ノ町分教場が丁ノ町分校に改称される
- 1947年（昭和22年）4月1日 - 学校教育法施行により妙寺国民学校が妙寺町立妙寺小学校に改称される
- 1958年（昭和33年）7月1日 - かつらぎ町の発足によりかつらぎ町立妙寺小学校に改称される
- 1965年（昭和40年）4月1日 -丁ノ町分校を統合する
- 2013年（平成25年）4月1日 - かつらぎ町立三谷小学校を統合する

（小学校　妙寺小学校 かつらぎ町より）

## 学校行事
| - 4月 始業式・入学式 - 5月 - 6月 | - 7月 - 8月 - 9月 | - 10月 - 11月 - 12月 | - 1月 - 2月 - 3月 終業式・卒業式 |

## 通学区域
- かつらぎ町
  - 丁ノ町　新田　妙寺　短野　大畑　中飯降　西飯降　三谷　山崎　教良寺　兄井　寺尾[3]

## 通学区域内の施設
- 和歌山県立紀北農芸高等学校
- 和歌山県立医科大学附属病院紀北分院

## 進学先中学校
- かつらぎ町立妙寺中学校[3]

## 交通
- JR西日本和歌山線中飯降駅より徒歩8分

## 通学区域が隣接している学校
- かつらぎ町立大谷小学校
- かつらぎ町立笠田小学校
- かつらぎ町立渋田小学校
- 九度山町立九度山小学校
- 橋本市立高野口小学校
- （大阪府）河内長野市立高向小学校